# Lista över stridsvagnar efter generation
Stridsvagnar klassificeras ofta som tillhörande en viss generation, även om den faktiska definitionen i dessa generationer inte är tydligt definierad. Sovjetiska och ryska militärplanerare definierade stridsvagnar som första generationens fram till 1945 och har en indelning av fyra generationer av stridsvagnar. Sovjet delade in tankgenerationer på detta sätt: 1920-1945, första generationen; 1946-1960, andra generationen; 1961-1980, tredje generationen; och 1981-nuvarande, fjärde generationen. I jämförelse räknar de M1 Abrams, Challenger och Leopard 2 som fjärde generationen och LeClerc som femte generationen. Kanadensiska strateger organiserar  stridsvagnarna i tre generationer. Den första generationen definieras till omkring år 1945 omfattar USA:s M48 / M60, den tyska Leopard 1 och den brittiska Centurion och Chieftain. Den andra generationen innehåller de flesta av de 120 betydelsefulla stridsvagnar som amerikanska M1A1, tyska Leopard 2 och brittiska Challenger. När det gäller tredje generationens stridsvagn innehåller de den senaste digitala tekniken som franska Leclerc och kanske den amerikanska M1A2 och tyska Leopard 2A5.  Folkrepubliken Kinas militär erkänner också tre generationer av sina egna stridsvagnar.
1983 såg Rolf Hilmes tre tankgenerationer och tre "mellanliggande generationer", som huvudsakligen bestod av uppgraderade fordon.   Den första generationen stridsvagnar grundades på eller påverkades av Andra världskrigets, särskilt T-34 och Panther stridsvagnen. Den andra generationen var utrustad med NBC-skydd (endast vissa modeller), IR-mörkersikte, en stabiliserad kanon och minst ett mekaniskt brandkontrollsystem. Den tredje generationen bestäms av användningen av värmekameror, digitala eldledningssystem och pansar av kompositmaterial. 
Hilmes erkände emellertid att stridsvagnar inte kan definieras definitivt i generationer, eftersom varje stridsvagnsproducerande land utvecklar och introducerar sina stridsvagnar i takt med sina egna idéer och behov. Han säger också att nedbrytning av efterkrigets stridsvagnar i generationer bygger på tidsramar och tekniska faktorer som grund för vidare diskussion.

## Första generationen
Den första generationen består av medeltunga stridsvagnar som konstruerats och producerats direkt efter andra världskriget, som senare omdefinierades som stridsvagnar.
| Namn       | Började användas år | Ursprungsland                 | Noteringar                         |
| ---------- | ------------------- | ----------------------------- | ---------------------------------- |
| Centurion  | 1946                | Storbritannien Storbritannien |                                    |
| T-54       | 1946                | Sovjetunionen                 |                                    |
| M47 Patton | 1952                | USA                           |                                    |
| M48 Patton | 1953                | USA                           | Fortsatt utveckling av M47 Patton. |
| T-55       | 1958                | Sovjetunionen                 | Förbättrad T-54                    |
| Type 61    | 1961                | Japan                         |                                    |

## Andra generationen
Andra generationen hade IR-mörkersikten och för det mesta NBC-skydd. De flesta västerländska stridsvagnar av den här generationen var utrustade med 105 mm Royal Ordnance L7 kanon eller varianter av denna.
| Namn                     | Började användas år | Ursprungsland                   | Noteringar                      |
| ------------------------ | ------------------- | ------------------------------- | ------------------------------- |
| T-62                     | 1961                | Sovjetunionen                   | Vidareutveckling av T-55        |
| M60 Patton               | 1961                | USA                             | Vidareutveckling av M48 Patton. |
| Leopard 1                | 1965                | Västtyskland                    |                                 |
| Panzer 61                | 1965                | Schweiz                         |                                 |
| MBT-70                   | 1965                | USA / Västtyskland              | Prototyp                        |
| T-64                     | 1966                | Sovjetunionen                   |                                 |
| AMX 30                   | 1966                | Frankrike                       |                                 |
| FV 4201 Chieftain        | 1966                | Storbritannien                  |                                 |
| Vickers MBT              | 1967                | Storbritannien                  |                                 |
| Stridsvagn 103           | 1968                | Sverige                         |                                 |
| Panzer 68                | 1971                | Schweiz                         |                                 |
| T-72                     | 1973                | Sovjetunionen                   |                                 |
| Olifant Mk 1             | 1974                | Sydafrika                       |                                 |
| Type 74                  | 1975                | Japan                           |                                 |
| Merkava Mark I           | 1978                | Israel                          |                                 |
| Ch'onma-ho               | 1980                | Sovjetunionen                   | Nordkoreansk kopia av T-62      |
| OF-40                    | 1981                | Italien                         |                                 |
| Tanque Argentino Mediano | 1983                | Argentina                       |                                 |
| Merkava Mark II          | 1983                | Israel                          |                                 |
| T-55AM                   | 1985                | Sovjetunionen / Tjeckoslovakien |                                 |
| Lion of Babylon          | 1985                | Irak                            |                                 |
| Type 88                  | 1988                | Kina                            |                                 |
| K1 88-Tank               | 1988                | USA / Sydkorea                  |                                 |
| CM-11(M48H)              | 1990                | Taiwan                          | Varianter av M48 Patton         |
| CM-12                    | 1990                | Taiwan                          | Variant av M48 Patton           |
| Type 96                  | 1997                | Kina                            |                                 |
| Al-Zarrar                | 2003                | Kina/Pakistan                   |                                 |

## Tredje generationen
Den tredje generationen definieras av kompositpansar, datoriserat eldledningssystem som ger en väldigt hög träffsannolikhet på rörliga mål upp till 2000 meter, även när den egna stridsvagnen rör på sig.
| Namn                  | Började användas år | Ursprungsland  | Noteringar                           |
| --------------------- | ------------------- | -------------- | ------------------------------------ |
| T-80                  | 1976                | Sovjetunionen  |                                      |
| Leopard 2             | 1979                | Västtyskland   |                                      |
| MBT-80                | 1979                | Storbritannien | Prototyp                             |
| M1 Abrams             | 1980                | USA            |                                      |
| FV4030/4 Challenger 1 | 1983                | Storbritannien | Ersatte Chieftain.                   |
| AMX-40                | 1983                | France         | Prototyp                             |
| M-84                  | 1984                | Jugoslavien    |                                      |
| EE-T1/EE-T2 Osório    | 1986                | Brazil         | Prototyp                             |
| Merkava Mark III      | 1989                | Israel         |                                      |
| Type 90 Kyū-maru      | 1990                | Japan          |                                      |
| Ch'onma-ho 215/216    | 1992                | Nordkorea      | Viadareutveckling av Chonma-Ho       |
| AMX Leclerc           | 1993                | Frankrike      |                                      |
| Zulfiqar I/II/III     | 1993                | Iran           | Utvecklad från T-72 och M-60 Patton. |
| T-90                  | 1993                | Ryssland       |                                      |
| PT-91 Twardy          | 1995                | Polen          |                                      |
| C1 Ariete             | 1995                | Italien        |                                      |
| TR-85                 | 1996                | Rumänien       |                                      |
| Stridsvagn 122        | 1997                | Sweden         | Baserad på Leopard 2.                |
| M-95 Degman           | 1997                | Kroatien       |                                      |
| FV4034 Challenger 2   | 1998                | Storbritannien |                                      |
| T-84                  | 1999                | Ukraina        |                                      |
| K1A1                  | 2001                | Sydkorea       |                                      |
| Al-Khalid/MBT-2000    | 2001                | Kina           | Baserad på T-72                      |
| Type 98/99            | 2001                | Kina           |                                      |
| Tank EX               | 2002                | Indien         | Prototyp                             |
| T-72M4 CZ             | 2003                | Tjeckien       |                                      |
| Olifant Mk 2          | 2003                | Sydafrika      |                                      |
| Arjun MBT             | 2004                | Indien         |                                      |
| Merkava Mark IV       | 2004                | Israel         |                                      |
| M-84AS                | 2004                | Serbien        |                                      |
| Type 96A/B            | 2005                | Kina           | Uppgradering av Type 96.             |
| Type 99A2             | 2009                | Kina           | Avancerad tredje generation          |
| T-72B3                | 2013                | Ryssland       | Uppgraderad version av T-72.         |

## Nästa generation / Avancerad tredje generation
Nästa generation är fortfarande under utveckling eller i tidiga stadier av deras generation. Medan termen "(fjärde) nästa generations" och "tredje generationens avancerade" inte har någon formell grund, använder dessa stridsvagnar den senaste tekniken och design för att konkurrera med den nuvarande tredje generationens stridsvagnar.

Nästa generation/Avancerad tredje generation
| Namn                                   | Började användas år | Ursprungsland | Noteringar                  |
| -------------------------------------- | ------------------- | ------------- | --------------------------- |
| Merkava 4 (Merkava Mk IVm Windbreaker) | 2011                | Israel        | Avancerad tredje generation |
| T-90MS                                 | 2011                | Ryssland      | Avancerad tredje generation |
| Type 10                                | 2012                | Japan         | Nästa generation            |
| Arjun MBT MK 2                         | 2012                | Indien        | Avancerad tredje generation |
| K2 Black Panther                       | 2014                | Sydkorea      | Nästa generation            |
| Leopard 2A7+                           | 2014                | Tyskland      | Avancerad tredje generation |
| VT-4                                   | 2014                | Kina          | Avancerad tredje generation |
| T-14 Armata                            | 2015                | Ryssland      | Nästa generation            |
| Altay                                  | 2017                | Turkiet       | Nästa generation            |
| Karrar                                 | 2017                | Iran          | Avancerad tredje generation |